# La Vie du Christ
Pour plus de détails, voir Fiche technique et Distribution.
La Vie du Christ est un film français réalisé par Alice Guy sorti en 1906. 
Il est considéré comme le tout premier péplum de l'histoire du cinéma,.

## Synopsis
Le film relate la vie du Christ en 25 scènes.

## Fiche technique
- Titre original : La Vie du Christ
- Titre alternatif : La Passion
- Titre alternatif : la Naissance, la Vie et la Mort du Christ
- Réalisatrice : Alice Guy
- Co-réalisateur : Victorin Jasset
- Décors : Henri Ménessier
- Société de production : Gaumont
- Format : Muet  - Noir et blanc - 35 mm  - 1,33:1
- Genre : Péplum
- Durée : 33 minutes
- Date de sortie : Janvier 1906 en France